# الما کارلووا
الما کارلووا (انگلیسی: Elma Karlowa؛ ۱۲ مارس ۱۹۳۲ – ۳۱ دسامبر ۱۹۹۴) بازیگر اهل صربستان بود.
از فیلم‌ها یا برنامه‌های تلویزیونی که وی در آن نقش داشته است، می‌توان به ترس روح را می‌خورد، کلاه شاپو و شاه، بی‌بی، سرباز اشاره کرد.